# 1278
Évszázadok: 12. század – 13. század – 14. század
Évtizedek: 1220-as évek – 1230-as évek – 1240-es évek – 1250-es évek – 1260-as évek – 1270-es évek – 1280-as évek – 1290-es évek – 1300-as évek – 1310-es évek – 1320-as évek
Évek: 1273 – 1274 – 1275 – 1276 –  1277 – 1278 – 1279 – 1280 – 1281 – 1282 – 1283

## Események

### Határozott dátumú események
- augusztus 26. – A dürnkruti csata. (I. Rudolf német király és IV. László magyar király serege legyőzi II. Ottokár cseh király  és osztrák herceg seregét. A csatában maga Ottokár is elesik, ezzel a Habsburgok megszerzik az Osztrák Hercegséget.)[1]
- október 10. – Hont-Pázmány János székesfehérvári prépost kerül a kalocsai érseki székbe. (Más forrás szerint székét 1279. január 30-án foglalta el.)[2]

### Határozatlan dátumú események
- az év folyamán – 
  - A Kőszegiek a velencei András herceget léptetik fel IV. László királlyal szemben.[3]
  - II. Vencel lesz Csehország királya.
  - III. Miklós pápa Fülöp fermiói püspök személyében legátust küld Magyarországra.[4]
  - Andorra hercegséggé alakul
  - Ti-ping követi Yuang-cungot a kínai császári trónon.

## Születések
- Blanche, III. Fülöp francia király lánya (†  1305)
- I. Luigi Gonzaga Mantova ura (†  1360)

## Halálozások
- február 10. – II. Margit flandriai grófnő
- augusztus 26. – II. Ottokár cseh király
- Nicola Pisano itáliai szobrász